# Niewinność
Niewinność – singiel Edyty Bartosiewicz. Muzyka i słowa: Edyta Bartosiewicz.

## Lista utworów
- "Niewinność" (4:03)

## Twórcy
- Edyta Bartosiewicz – śpiew
- Maciej Gładysz – gitary elektryczne, gitary akustyczne
- Michał Grymuza – gitara akustyczna
- Aleksander Woźniak – programming komputerowy, instrumenty klawiszowe
- Romuald Kunikowski – instrumenty klawiszowe
- Michał Grott – gitara basowa

- Aranżacja utworu – Adam Abramek, Edyta Bartosiewicz, Maciej Gładysz
- Nagranie partii wokalnych – Rafał Paczkowski
- Realizacja nagrania – Leszek Kamiński
- Produkcja – Edyta Bartosiewicz, Leszek Kamiński
- Mastering – Leszek Kamiński, Jacek Gawłowski
- Projekt graficzny – Adam Żebrowski

- Nagrań dokonano w studio S4 i Studio33 - marzec - maj 2002

## Listy przebojów
| Notowania                          | pozycja |
| ---------------------------------- | ------- |
| POPLista                           | 4       |
| Lista Przebojów Programu Trzeciego | 1       |
| Szczecińska Lista Przebojów        | 33      |
| Top 15 - Wietrzne Radio            | 1       |